# Дёлер, Рюдигер
Рюдигер Дёлер (нем. Rüdiger Döhler; 24 августа 1948, Рохлиц — 28 сентября 2022, Плау-ам-Зе, Мекленбург — Передняя Померания) — немецкий ортопед, хирург и профессор медицины.

## Биография
Рюдигер Дёлер до десятилетнего возраста жил в Рохлице и Восточном Берлине. В 1958 году его семья покинула ГДР и перебралась в Бремерхафен. После окончания школы им. Вильгельма Раабе он пошёл служить на военный флот ФРГ в качестве кандидата в офицеры запаса. С 1968 по 1974 год он изучал медицину в университетах Киля, Гейдельберга и Гамбурга. Промежуточный итоговый экзамен после второго курса был сдан им в г. Киль, где он в 1969 году вступил в члены студенческой корпорации Корпус Палайомархия-Мазовия.
Во время проживания в Мекленбурге Дёлер по своей инициативе выступал на концертах как пианист с Кристианой Клонц, музыкальной коллегией Пархим, хором и оркестром Магдебургского университета и Мекленбургским трио врачей.
Он женат во второй раз на Марло Дёлер (в девичестве Крёпелин). От первого брака с Энгель фон Бюлов у него есть две дочери и один сын.

### Работа в хирургической сфере
Свою кандидатскую диссертацию по медицине он писал в кильской хирургии под руководством научного руководителя профессора Г. Циротта, которую в 1976 году защитил на оценку «хорошо».
Он обучался патологии у профессора Л.-Д. Ледера в г. Эссене, хирургии у профессора Г. Хайнеманна в г. Минден и ортопедии у профессора В. Блаута в г. Киль. В 1983 году он стал ортопедом и с 1984 по 1985 г. полтора года работал как стипендиат от Немецкого Научно-Исследовательского сообщества в сфере исследования медицинских основ в Эдинбургском университете под руководством профессора Сеана П. Ф. Хугеса. Одновременно он являлся ассистентом в ортопедической клинике им. принцессы Маргареты Розе и Королевской больнице. В 1985 году Дёлер возвращается в качестве главного врача в ортопедическую университетскую клинику г. Киля. С 1988 по 1990 год он работает в сфере позвоночной хирургии университетской клиники г. Мюнстера под руководством профессора Х. Х. Маттиасса. В 1992 году в гамбургской клинике Альтона под руководством доцента Фр. Хеннинга он становится также хирургом.
Свою исследовательскую работу он смог продолжить у профессора В. Лирзе в нейроанатомии университетской клиники Гамбург-Эппендорф и защитить докторскую диссертацию в Гамбургском университете. В 1994 году он являлся врачом резерва национального военно-морского медицинского центра в г. Бетесда (Виргиния, США). После объединения Германии получил в 1995 году должность главного врача в ортопедическом и травматологическом отделении в тогда новой больнице в г. Плау-на-Зее. Впервые в Германии он объединил дисциплины ортопедия и хирургия. С 1998 года Дёлер вместе с Яцеком Котасом, к.м.н., основывал в г. Плау-на-Зее в Мекленбурге-Передней Померании первое отделение ручной хирургии.
Дёлер по собственной инициативе оперировал тяжело больных детей из Африки и Центральной Азии для «Международного Фриденсдорфа» и бывших жертв принудительного труда Национал-социализма из Польши и Украины для фонда «Память, Ответственность и Будущее».
В 1999 году ему, как первому немцу, королевским колледжем Эдинбурга была присуждена стипендия без проведения экзаменации. В 1996 году в берлинском Шарите он получил право на преподавательскую деятельность и в 2006 году стал внеплановым профессором Грайфсвальдского университета. В начале 2008 года он перевелся в травматологическую больницу профессионального союза в г. Гамбург. Оттуда его командировали на несколько месяцев работать заведующим отделения по травматологической хирургии и ортопедии в больнице Эльмсхорна. В 2010 году он являлся врачебным директором больницы «Ля Паз» в г. Бата, Экваториальная Гвинея.
Скончался 28 сентября 2022 года.

### Почётные должности
Дёлер являлся с 1986 по 1990 год земельным врачом Помощи Святого Иоанна Иерусалимского в Шлесвиге Гольштейне. В 1980 году он становится почётным рыцарем, в 1989 году — правовым рыцарем Ордена Святого Иоанна Иерусалимского.
С 2004 по 2007 г. он являлся командиром полка лазарета.
Он был выбранным членом собрания палаты врачей Мекленбурга-Передней Поммерании. Он является советником издания «Хирургише Алльгемайне» и Свободного Рабочего сообщества остеосинтеза.

### Студенческая история
В своё студенческое время в Киле Дёлер являлся в 1973 году делегатом кёзенского конвентного объединения сениоров (головное объединение Кёзенских Корпусов). Как член основанной в Кёнигсберге и с 2000 года находящейся в Потсдаме студенческой корпорации Корпус Мазовия Кёнигсберг цу Потсдам он занимается уже на протяжении многих лет исследованиями истории Кёнигсберга, Восточной Пруссии и историей студенческих корпораций. В 2009 году он был избран председателем объединения по вопросам исследования истории студенческих Корпусов. С 2010 года он является постоянным гостем исторической комиссии по Восточной и Западной Пруссии.

## Публикации

### Медицина
- Verletzungsfolgen an Bewegungsapparat und Wirbelsäule. In: A. Reichelt (Hg.), Orthopädie. Stuttgart 1993 ISBN 3-432-25201-3
- Lexikon orthopädische Chirurgie, Berlin (Springer) 2003 ISBN 3-540-41317-0
- Brauchen wir neue Hüftendoprothesen? Chirurgische Allgemeine 7 (2006), S. 471—475
- M. Liehn, I. Middelanis-Neumann, L. Steinmüller, J. R. Döhler (Hg.): OP-Handbuch. Grundlagen, Instrumentarium, OP-Ablauf, 4. Aufl.. Berlin, Heidelberg (Springer) 2007 ISBN 978-3-540-72269-4

### История
- Corps Masovia, München (Aventinus) 2005 ISBN 3-00-016108-2
- Der Deutsche Idealismus und das Corpsstudententum, in: S. Sigler (Hg.) Freundschaft und Toleranz. 200 Jahre Corps Bavaria zu Landshut und München, München (Akademischer Verlag) 2006, S. 183—188 ISBN 3-932965-86-8
- Der Seniorenconvent zu Königsberg. Ostpreußen und seine Corps vor dem Untergang. Einst und Jetzt:

Teil I — Bd. 52 (2007), S. 147—176 ISSN 0420-8870
Teil II — Bd. 54 (2009), S. 219—288 ISSN 0420-8870
- Siegfried Schindelmeiser: Die Albertina und ihre Studenten 1544 bis WS 1850/51 und Die Geschichte des Corps Baltia II zu Königsberg i. Pr. (1970—1985). Erstmals vollständige, bebilderte und kommentierte Neuausgabe in zwei Bänden mit einem Anhang, zwei Registern und einem Vorwort von Franz-Friedrich Prinz von Preußen, herausgegeben von R. Döhler und G. v. Klitzing, München 2010 ISBN 978-3-00-028704-6
- Säulen Preußens — 59 Corpsstudenten als Oberpräsidenten preußischer Provinzen. Einst und Jetzt 55 (2010), S. 143—148 ISBN 978-3-87707-781-8